# Jim Pace
Jim Pace (Monticello, 1 de febrero de 1961 - Memphis, 13  de noviembre de 2020) fue un piloto de carreras estadounidense.

## Biografía
Pace nació el 1 de febrero de 1961 en Monticello, Misisipi. Pace asistió a la Universidad Estatal de Mississippi y residió en Ridgeland. Comenzó su carrera en la Barber Saab Pro Series en 1988. Pronto se mudó a las carreras de autos deportivos y ganó la clase GTU en las 24 Horas de Daytona de 1990. El ritmo junto con los copilotos Scott Sharp y Wayne Taylor llevaron su Riley & Scott Mk III a la victoria en la carrera de las 24 Horas de Daytona de 1996. Más tarde esa temporada fue piloto de carreras para el mismo equipo en las 24 Horas de Le Mans. Después de años de conducir solo en Daytona, Pace regresó a las unidades regulares en la clase GT de la Serie de autos deportivos Rolex en 2007. En 2008 condujo un Porsche 911 para The Racer's Group y en 2009 condujo para Farnbacher Loles Racing.
Falleció el 13 de noviembre de 2020 a causa del COVID-19 en Memphis, Tennessee.

## Campeonato WeatherTech SportsCar
| Año  | Equipo          | Clase | Hacer            | Motor                | 1                                | 2                                | 3   | 4                               | 5   | 6                             | 7                             | 8                           | 9                        | 10                       | 11           | Pos. | Puntos |
| ---- | --------------- | ----- | ---------------- | -------------------- | -------------------------------- | -------------------------------- | --- | ------------------------------- | --- | ----------------------------- | ----------------------------- | --------------------------- | ------------------------ | ------------------------ | ------------ | ---- | ------ |
| 2014 | Highway to Help | PAG   | Riley Mk XXVI DP | Dinan (BMW) 5.0 L V8 | 24 Horas de Daytona de 2014 9    | Sebring International Raceway 14 | LBH | WeatherTech Raceway Laguna Seca | DET | Watkins Glen International    | Canadian Tire Motorsport Park | Indianapolis Motor Speedway | Road America             | Circuito de las Américas | Road Atlanta | 41º  | 41     |
| 2015 | Highway to Help | PAG   | Riley Mk XXVI DP | Dinan (BMW) 5.0L V8  | 24 Horas de Daytona de 2015 8    | Sebring International Raceway 7  | LBH | WeatherTech Raceway Laguna Seca | DET | Watkins Glen International    | Canadian Tire Motorsport Park | Road America                | Circuito de las Américas | Road Atlanta             |              | 19   | 49     |
| 2016 | Highway to Help | PAG   | Riley Mk XXVI DP | Dinan (BMW) 5.0L V8  | Daytona International Speedway 8 | Sebring International Raceway 10 | LBH | WeatherTech Raceway Laguna Seca | DET | Watkins Glen InternationalDNS | Canadian Tire Motorsport Park | Road America                | Circuito de las Américas | Road Atlanta             |              | 25   | 46     |